# Canal de Lissewege
El canal Lisseweegs Vaartje (en neerlandès) o ‘t Lisseweegs Varretje (en brugès) és una de les més velles connexions entre Bruges i el mar que data del segle xiii. Avui ha perdut tot ús econòmic i només serveix per a l'evacuació de les aigües del pòlder del Oudlandpolder (= pólder de la terra vella) i el Nieuwe Pólder (=pólder nou) de Blankenberge. Travessa el centre històric del poble de Lissewege i el nucli de Zwankendamme, parts de la ciutat de Bruges. Es troben set preses per a reglar el nivell d'aigua. Desguassa via el Boudewijnkanaal al mar del Nord a Zeebrugge.

## Història

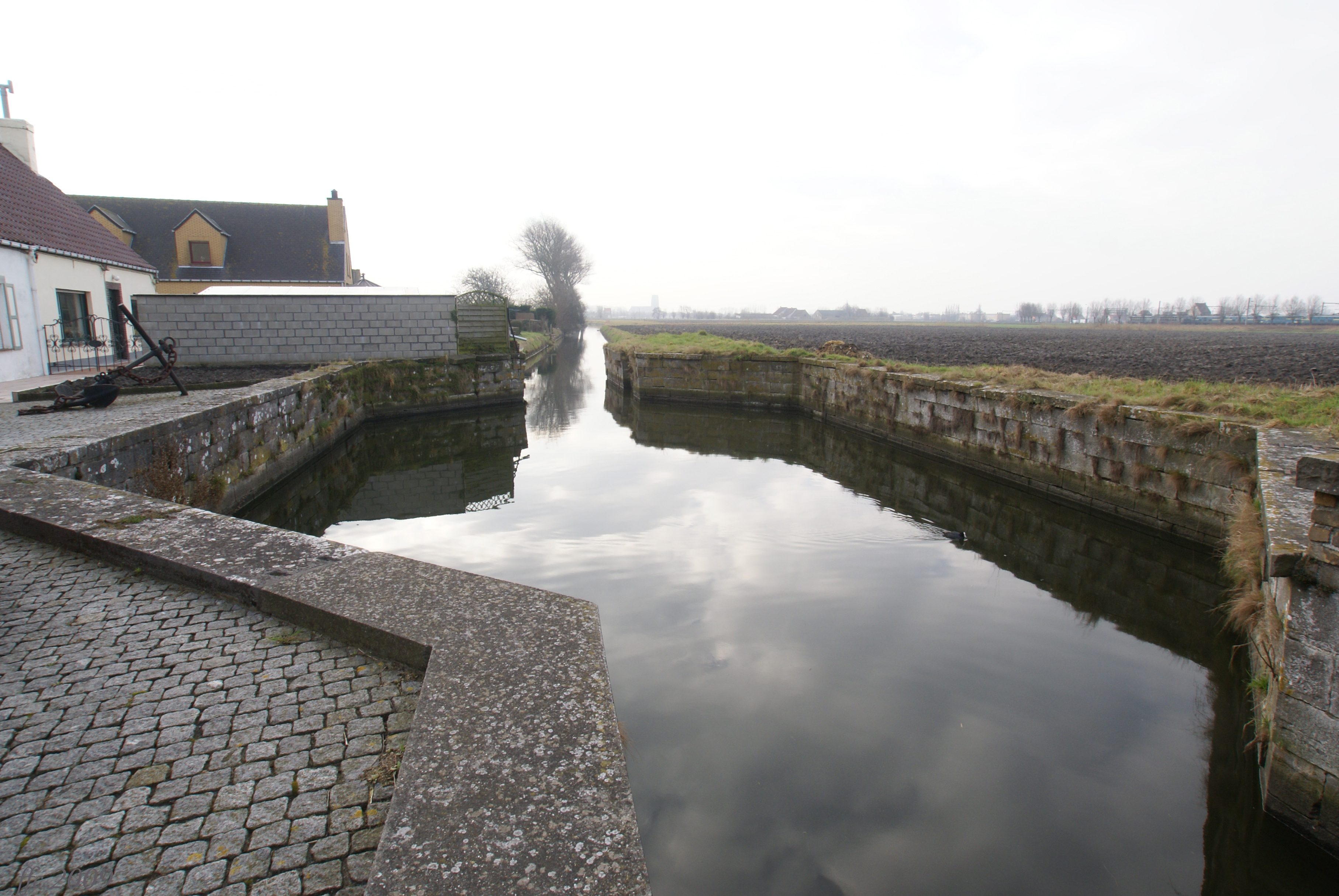
La resclosa de Zwankendamme

Si és segur que la vora de la costa flamenca, zelandesa i holandesa va canviar molt des del temps romans fins avui, amb ingressions i regressions del mar, els teòrics divergeixen quant a la manera que la línia costanera va evolucionar fins a la seva forma actual. Per aquests moviments del mar, i des del segle x per a la intervenció humana els cursos dels rius i de les cales van canviar sovint. Al segle xiii, Lissewege se sobrealçà fins a quatre metres dels pòlders es va decidir de connectar el poble al mar i a Bruges en connectar un vell priel, el Lissewegeree a Ter Doest, amb una cala, el Sint-Pietersvliet mitjançant un canal cap a l'Ieperleet (que més tard va servir per fer el futur Canal Bruges-Oostende) on hi havia una resclosa, la Monnikenspeie (= resclosa dels monjos), a prop d Bruges.
Aquest canal va servir per desguassar i transportar les pedres de Tournai quan es va construir l'església. Servia igualment per portar els maons fetes a les petites bòbiles al pòlder, terra ric en argila cap a Bruges. El monjos va excavar un braç lateral per portar materials de construcció a l'abadia de Ter Doest i pel desguàs. A Zwankendamme es va construir una resclosa de desguàs per a evacuar les aigües dels pòlders a baixamar. A Lissewege hi ha tres ponts: el Tiendebrug, l'Heulebrug i el Roelandsbrug.
Vers l'any 1750, el canal va ser prolongat cap a Zwankendamme on es va construir una nova resclosa. A principis del segle xix quedava encara navegable, i ha hagut projectes de millorar el canal per donar millor l'abastament a les zones rurals. Amb l'arribada del ferrocarril i del tramvia, ja no va servir.

## Restauració del 2004
A l'inici del segle xxi, l'antiga resclosa a Bruges va ser enderrocat per la construcció del port de Zeebrugge i el Boudewijnkanaal. Al nord va ser amputat de la part enllà de Zwankendamme, que havia de cedir per a la indústria. La baixa profunditat, la posició sobrealçada i la vegetació prolífica impedien un bon desguàs, el que causava la mortalitat dels peixos i un mal olor. Reparacions de fortuna no s'integraven amb l'arquitectura històrica del poble. Per això, la direcció del Nieuwe Polder van Blankenberge (Pòlder nou de Blankenberge) i l'ajuntament de Bruges van decidir de restaurar el canal.
El llit es va cobrir d'una capsa de formigó, els marges visibles es van cobrir de maons amb un morter especial que deixa créixer el liquen. Es va mantenir la berma horitzontal verda amb una combinació de Clematis integrifolia, Clematis alpina, Eryngium tripartitum, Iris chrysographes, Nepeta faassenii, Nepeta nepetelle i arbrells com Hydrangea macrophylla, Hydrangea serrata Bluebird, Hydrangea macrophylla Blaumeise, Jasminum nudiflorum i Deutzia rosea que donen el caràcter particular del canal al seu passatge a través de Lissewege.
El 2005, l'ajuntament de Bruges va obtenir el primer premi de la Vereniging voor openbaar groen (traducció: Associació per a la promoció d'espais verds públics) per a la realització a Lissewege.

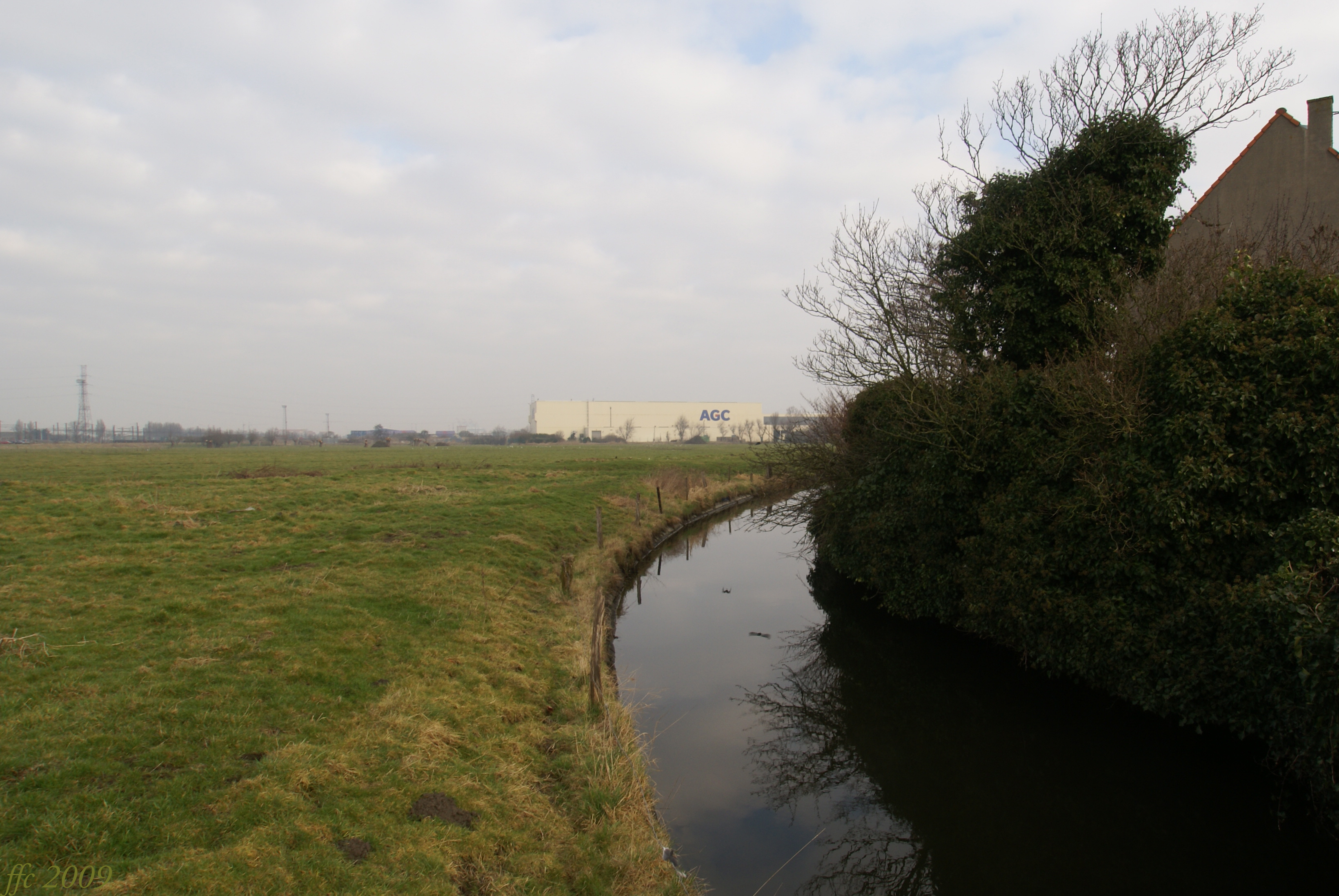
El canal a Zwankendamme
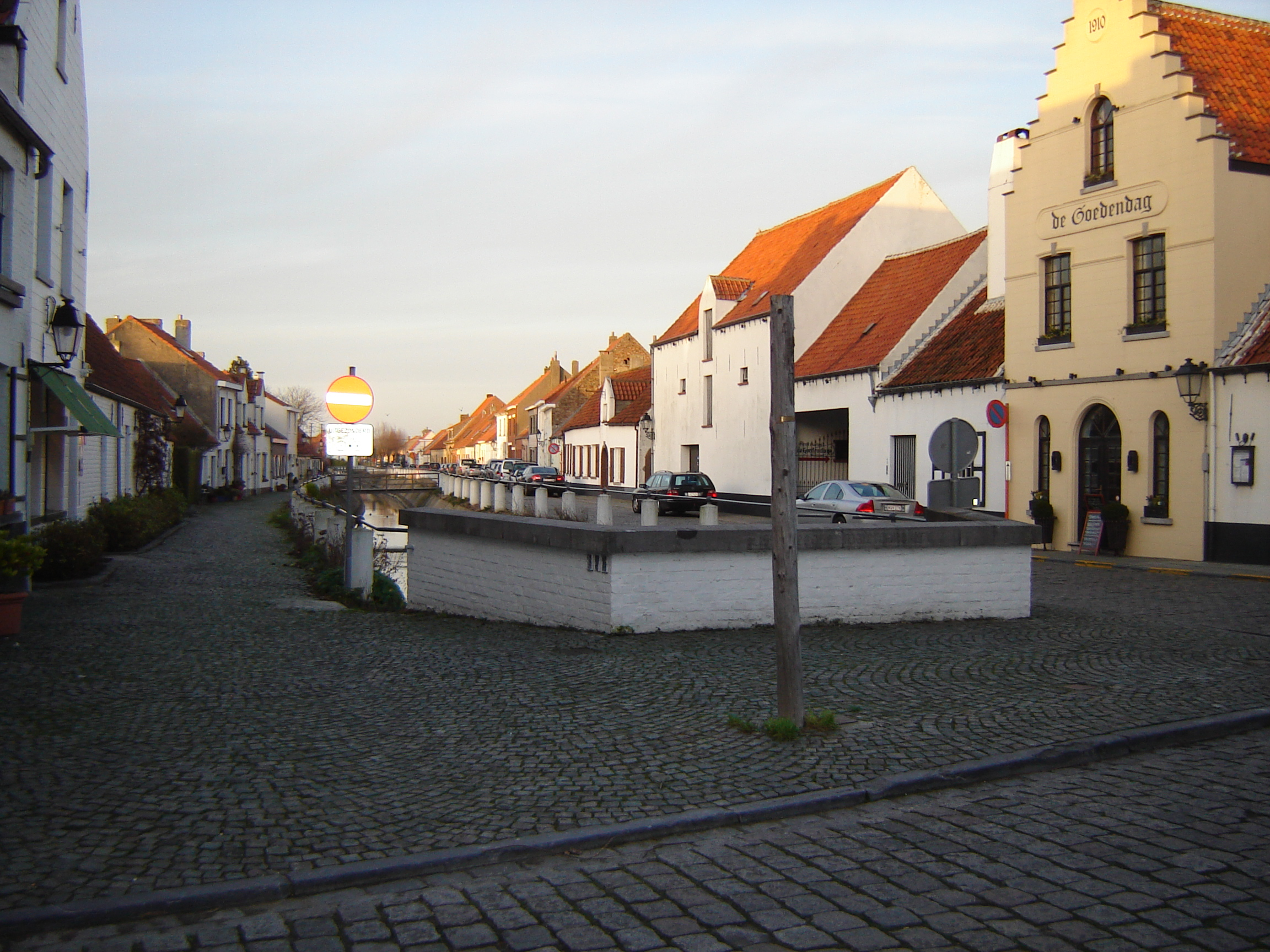
El canal al centre de Lissewege
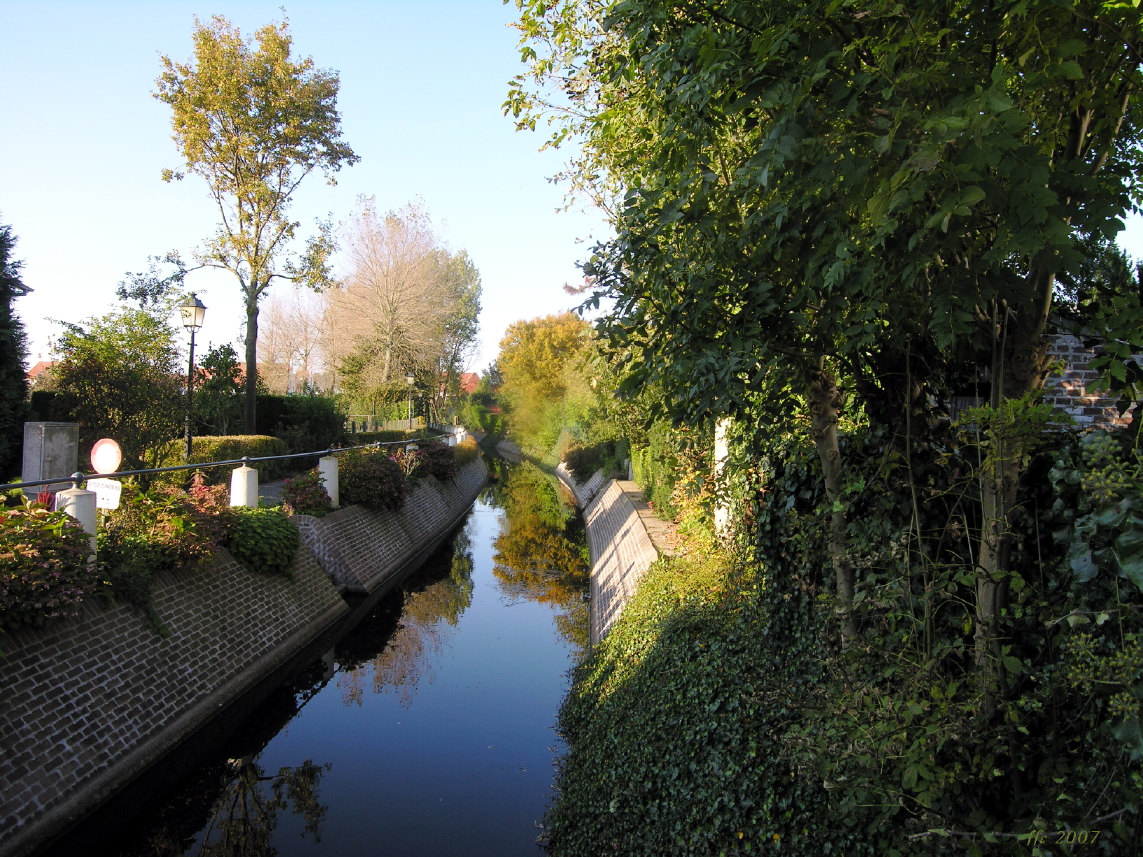
Els marges restaurats i plantats
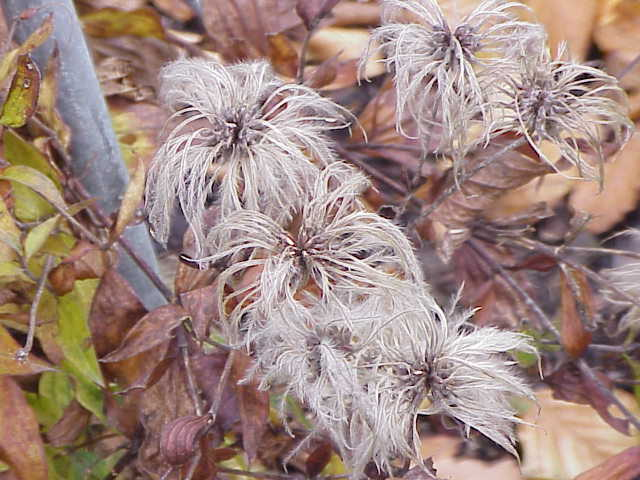
Clematis integrifolia